# No et moi
No et moi is een Franse film van Zabou Breitman die werd uitgebracht in 2010. 
Het scenario is gebaseerd op de gelijknamige roman (2007) van Delphine de Vigan.

## Verhaal
Lou Bertignac is een mentaal volwassen en hoogbegaafd dertienjarig meisje dat in Parijs woont. Ze is het enig kind van goedmenende ouders van wie de moeder constant kalmeermiddelen slikt. Lou heeft niet veel vrienden. 
Op een dag geeft de leerkracht socio-economische wetenschappen haar de opdracht een spreekbeurt te houden over een dakloze. Om dat beter te kunnen voorbereiden spreekt Lou een dakloos meisje met rugzak aan dat ze al enkele keren heeft opgemerkt in de buurt van de Gare d'Austerlitz. Het meisje is achttien jaar, heet No en heeft een moeder die haar niet wil zien. Ze brengt de dag op straat door met bedelen, drinken en roken. Lou vraagt of ze haar mag interviewen en nodigt haar uit om iets te drinken. Lou wordt gefascineerd door No's vrijpostig en onvoorspelbaar gedrag.  
Na een tijdje weet Lou haar ouders te overtuigen om No tijdelijk onderdak te verschaffen in een leegstaande kamer van hun appartement totdat No werk heeft gevonden.

## Rolverdeling
| Acteur                 | Personage                |
| ---------------------- | ------------------------ |
| Julie-Marie Parmentier | No                       |
| Nina Rodriguez         | Lou Bertignac            |
| Bernard Campan         | de vader van Lou         |
| Zabou Breitman         | de moeder van Lou        |
| Grégoire Bonnet        | meneer Vargas, leraar    |
| Guilaine Londez        | Sylvie, de tante van Lou |
| Eric Valero            | Eric, de oom van Lou     |